# Animal Tracks
| Оценки критиков | Оценки критиков |
| Источник        | Оценка          |
| --------------- | --------------- |
| AllMusic        | [ 1 ]           |

Animal Tracks — второй студийный альбом британской рок-группы The Animals, выпущенный в 1965 году. В США пластинка была выпущена под тем же названием, но с другими обложкой и трек-листом.
Альбом занял шестое место в британских чартах.

## Список композиций

### Британское издание

#### Сторона 1
1. «Mess Around» (Ахмет Эртегюн) — 2:23
2. «How You’ve Changed» (Chuck Berry) — 3:15
3. «Hallelujah I Love Her So» (Ray Charles) — 2:49
4. «I Believe to My Soul[англ.]» (Ray Charles, Allan Learner) — 3:28
5. «Worried Life Blues[англ.]» (Big Maceo Merriweather) — 4:16
6. «Roberta» (Al Smith, John Vincent) — 2:07

#### Сторона 2
1. «I Ain’t Got You» (Clarence Carter) — 2:32
2. «Bright Lights, Big City[англ.]» (Jimmy Reed) — 2:57
3. «Let the Good Times Roll[англ.]» (Shirley Goodman, Leonard Lee) — 1:57
4. «For Miss Caulker» (Eric Burdon) — 4:02
5. «Roadrunner[англ.]» (Ellas McDaniel) — 2:49

### Американское издание

#### Сторона 1
1. «We Gotta Get Out of This Place» (Mann, Well) — 3:17
2. «Take it Easy Baby» (Price, Burdon) — 2:51
3. «Bring it on Home to Me[англ.]» (Sam Cooke) — 2:40
4. «The Story of Bo Diddley» (Eric Burdon) — 5:42

#### Сторона 2
1. «Don’t Let Me Be Misunderstood» (Benjamin, Markus, Caldwell) — 2:26
2. «I Can’t Believe It (The Animals song)|I Can’t Believe It» (Eric Burdon) — 3:35
3. «Club A-GoGo» (Burdon, Price — 2:19
4. «Roberta» (Smith, Vincent) — 2:04
5. «Bury My Body» (Price) — 2:52
6. «For Miss Caulker[англ.]» (Eric Burdon) — 3:55

## Участники записи
- Эрик Бёрдон — вокал
- Алан Прайс — клавишные
- Дэйв Роуберри[англ.] — клавишные в треках «We Gotta Get Out Of This Place» и «I Can’t Believe It»
- Час Чендлер — бас-гитара
- Хилтон Валентайн — гитара
- Джон Стил — ударные